# لويس أوتيرو (ممثل)
لويس أوتيرو (بالإسبانية: Luis Otero)‏ هو ممثل أرجنتيني، ولد في 28 مارس 1911 في الأوروغواي.

## وصلات خارجية
- لويس أوتيرو على موقع IMDb (الإنجليزية)
- لويس أوتيرو على موقع قاعدة بيانات الفيلم (الإنجليزية)
- لويس أوتيرو على موقع كينوبويسك (الروسية)